# Fränze Roloff

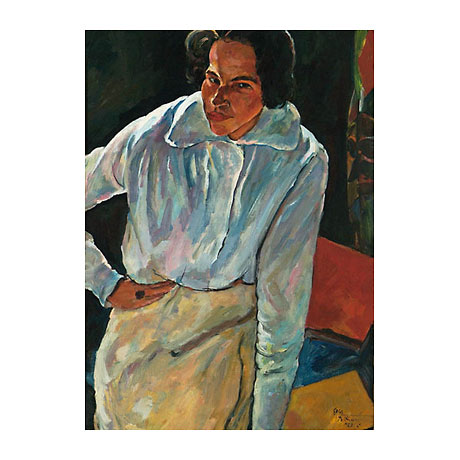
Erich Büttner: Damenbildnis (Fränze Roloff)

Franziska „Fränze“ Roloff (* 1896) war eine deutsche Schauspielerin, Hörspielregisseurin und -sprecherin.

## Leben
Roloff war zunächst als Schauspielerin am Theater aktiv. Sie stand unter anderem gemeinsam mit Rosa Liechtenstein, die die Prinzessin Thaisa spielte, in Shakespeares Perikles von Tyrus als Choristin auf der Bühne. Seit etwa 1923 leitete sie die Schauspielschule der Berliner Volksbühne. Die Schauspielerin Grethe Weiser hatte zu Anfang ihrer Karriere dort Schauspielunterricht bei von ihr erhalten. Hans Borgelt beschrieb es folgendermaßen: „[…] wo sie die ersten Schritte auf die Bretter, die die Welt bedeuten, getan und bei Fränze Roloff eine Zeitlang Schauspielunterricht genommen hatte, bei jener begabten, etwas verwachsenen Frau, die auf der Bühne nur selten zu gebrauchen war, am Vortragspult aber eine ungewöhnliche Suggestion ausstrahlte.“ Vermutlich ab 1926 war sie zunächst als Hörspielsprecherin und später auch als -regisseurin tätig. Nach dem Zweiten Weltkrieg war sie gemeinsam mit der Schauspielerin und Hörfunksprecherin Maria Fauser (22. Mai 1916 – 25. Oktober 2007) als Regisseurin an der Rhein-Mainischen Landesbühne in Frankfurt am Main tätig und baute beim Sender Frankfurt den Jugendfunk, den Arbeiterfunk und die Hörspielabteilung auf. Bis 1973 war sie an mehr als 170 Produktionen beteiligt.

## Hörspiele (Auswahl)
als Sprecherin oder Regisseurin:
- 1950: Arthur Miller: Tod eines Handlungsreisenden[4]
- 1951: Günter Eich: Unterm Birnbaum
- 1952: Kurt Heynicke: Die kleinen Sünden
- 1952: Dorothy L. Sayers: Es geschah im Bellona-Club (Hörspielbearbeitung, Kriminalhörspiel – HR)
- 1953: Jean-Paul Sartre: Im Räderwerk
- 1954: Stefan Zweig: Das Lamm der Armen
- 1954: Thomas Wolfe: Damals im Park – Regie: Hans Goguel (Hörspiel – SDR)
- 1954: Thornton Wilder: Die Frau von der Insel Andros
- 1956: Josef Martin Bauer: Die getreue Magd Christa
- 1956: Harald Bratt: Der Gott der Wälder
- 1956: Gerd Oelschlegel: Ein Lebenswerk
- 1956: Guntram Prüfer: Mahatma Gandhi
- 1957: Alfred Happ: Lili
- 1958: Alfred Döblin: Berlin Alexanderplatz
- 1959: Günter Eich: Die Mädchen aus Viterbo
- 1960: Henry James: Die Aspern-Briefe
- 1962: Edward Grierson: Die Dame in der schwarzen Robe
- 1962: Ingeborg Drewitz: Labyrinth (Regie – HR)